# 奧氏櫛龍屬
奧氏櫛龍屬（屬名：Augustynolophus）是一屬櫛龍亞科的鴨嘴龍科恐龍，發現於加州的莫雷諾組（Moreno Formation），年代為馬斯垂克階，使牠成為白堊紀-古近紀滅絕事件前最後存在的恐龍。

## 發現歷史

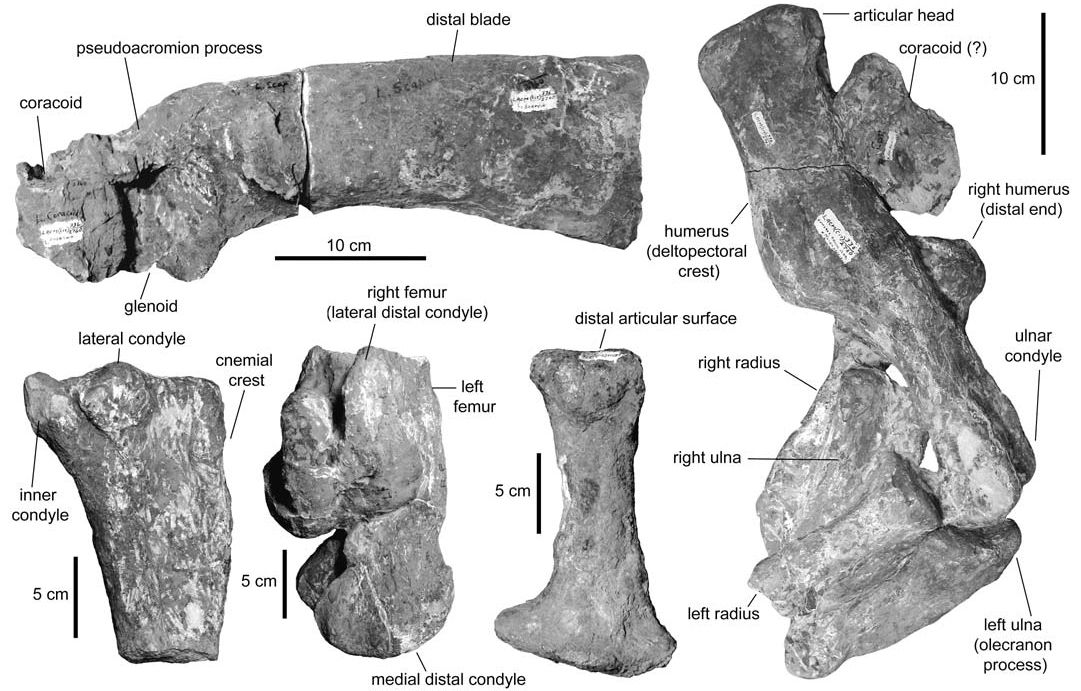
胸部和肢體材料

屬名紀念贊助洛杉磯博物館的奧古斯汀（Augustyn）家族，加上字尾-lophus意指牠和櫛龍的關係，種名紀念古生物學家威廉·莫里斯（William Morris），最初被敘述成櫛龍的一個種：莫氏櫛龍（Saurolophus morrisi），然而在經過更深入的研究後，發現牠在顱骨結構上與櫛龍族的其他物種：奧氏櫛龍、窄吻櫛龍、巨原櫛龍有很大差異，足以自成一屬。
所有已知的奧氏櫛龍標本發現都侷限於加州，該州屬於拉臘米迪亞古陸的一部分，是世界著名的恐龍化石點之一。目前有兩個已知的奧氏櫛龍標本：正模標本LACM / CIT 2852出土於1943年，由大部分頭骨（包含齒骨和前齒骨）、脊椎、四肢和手部組成；第二具標本LACM / CIT 2760發現於1939年，由頭骨和四肢組成。根據較小的體型，推測可能是青少年個體。這是來自美國西海岸的三種已知的恐龍之一，另外兩種分別是坎潘階的漂泊甲龍、和來自華盛頓州的未敘述暴龍科。但在加州和鄰近地區也發現了未定的鴨嘴龍類遺骸。
2017年9月，奧氏櫛龍被指定為加州的州恐龍。

## 敘述

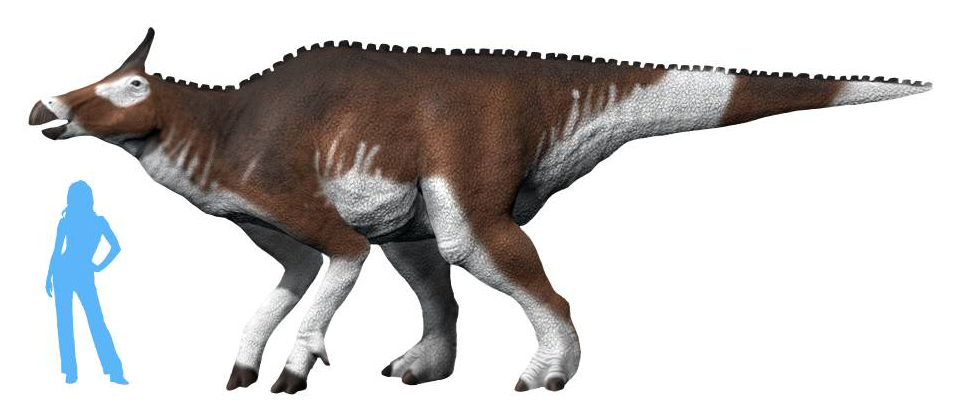
生命復原與體型比例

如同所有鴨嘴龍類，奧氏櫛龍是植食性恐龍，並有特化於咀嚼食物的齒系。

## 古生態學

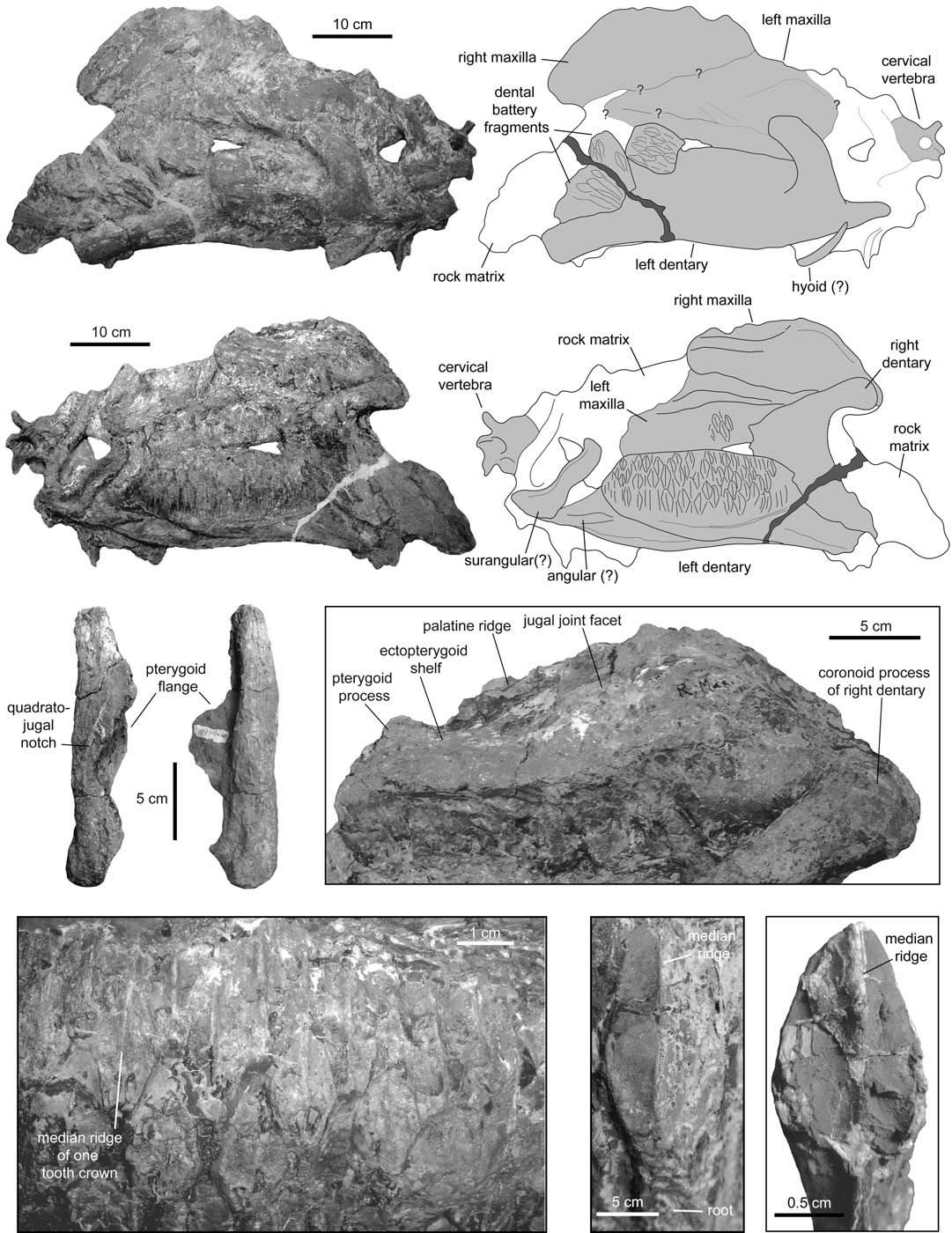
臉部和下頜材料

拉臘米迪亞海岸省份的恐龍所知甚少，如同西部內陸海道對面阿帕拉契亞古陸的情況。美西擁有豐富的化石發現和歷史，最著名的例子有地獄溪組（Hell Creek Formation）及雙麥迪遜組（Two Medicine Formation）。然而美西海岸和阿帕拉契亞一樣，陸生動物（主要是恐龍）並未被妥善的研究也不知名。
儘管加州恐龍罕見的事實，但莫雷諾組是加州研究最深入的中生代地層之一，並以大量海相化石聞名。與奧氏櫛龍生活於同一地區的生物包括了龜、滄龍、蛇頸龍及輻鰭魚類。其中生活於莫雷諾組的龜包括王龜屬及甲尾龜屬；滄龍類包括傾齒龍屬、大洋龍屬、近瘤龍屬及浮龍屬；蛇頸龍包括費雷斯諾龍屬、莫雷諾龍屬、海泡龍屬及水怪龍屬；輻鰭魚類則包括邦魚屬及蜥齒魚屬。